# أسفل سلم (يهر)

تعديل مصدري - تعديل

أسفل سلم هي إحدى قرى عزلة يهر بمديرية يهر التابعة لمحافظة لحج، بلغ تعداد سكانها 38 نسمة حسب تعداد اليمن لعام 2004.